# Ejército de la dinastía Qing
La dinastía Qing (1636-1912) fue establecida por la conquista y mantenida por las fuerzas armadas. Los emperadores fundadores organizaron y dirigieron personalmente a los ejércitos, y la continua legitimidad cultural y política de la dinastía dependió de la capacidad de defender al país de la invasión y expandir su territorio. Por lo tanto, las instituciones militares, el liderazgo y las finanzas fueron fundamentales para el éxito inicial y la decadencia final de la dinastía.
El sistema militar primitivo se centro en las Ocho Banderas, una institución híbrida que también desempeñó papeles sociales, económicos y políticos. El sistema de banderas se desarrolló de manera informal ya en 1601, y fue establecido formalmente en 1615 por el líder yurchen Nurhaci (1559–1626), el fundador retrospectivamente reconocido de la dinastía Qing. Su hijo Hong Taiji (1592–1643), quién rebautizó a los yurchen "manchúes," creó ocho banderas mongol a imitación de una manchú y ocho banderas "Han-marciales" (Hanjun 漢軍)  manejadas por chinos quiénes se rindieron a los Qing antes de la conquista de pleno derecho de China comenzada en 1644. Después en 1644, las tropas chinas Ming que se rindieron a los Qing fueron integrados al ejército del estandarte Verde, un cuerpo que finalmente superó en número a las banderas por tres a uno.
Los príncipes imperiales manchúes lideraron a las banderas en la derrota de los ejércitos Ming, pero después de que se estableció la paz duradera a partir de 1683, tanto las banderas como el ejército del estandarte verde comenzaron a perder su eficacia. Guarnicionados en ciudades, los soldados tuvieron pocas ocasiones para ejercitarse. Los Qing, sin embargo, utilizaron armamento y logística superiores para expandirse profundamente en Asia Central, derrotar a los mongoles de Zungaria en 1759 y completar su conquista de Sinkiang. A pesar del orgullo de la dinastía en las Diez Grandes Campañas del emperador Qianlong (1735-1796), los ejércitos Qing se volvieron en gran medida ineficaces a fines del siglo XVIII. Tomó casi diez años y un enorme desperdicio financiero derrotar a la mal equipada Rebelión del Loto Blanco (1795-1804), en parte mediante la legitimación de milicias lideradas por elites chinas Han locales. La Rebelión Taiping (1850-1864), una revuelta de gran escala que empezó en el sur de China, llegó a pocas millas de Pekín en 1853. La corte Qing se vio obligada a dejar que sus gobernadores generales chinos Han, primero dirigidos por Zeng Guofan, levantaran ejércitos regionales. Este nuevo tipo de ejército y liderazgo derrotó a los rebeldes, pero marcó el fin del dominio militar manchú.
La tecnología militar de la Revolución Industrial europea hizo que el armamento y la fuerza militar de china quedara rápidamente obsoleta. En 1860 fuerzas británicas y francesas en la Segunda Guerra de Opio capturaron Beijing y saquearon el Palacio de Verano. La corte conmocionada intentó modernizar sus instituciones militares e industriales comprando tecnología europea. Este Movimiento de autofortalecimiento, estableció astilleros (especialmente el Arsenal de Jiangnan y el Arsenal de Foochow ) y compró armas modernas y acorazados en Europa. Pero la organización y la logística eran inadecuadas, la capacitación de los oficiales era deficiente y la corrupción generalizada. La flota de Beiyang fue virtualmente destruida y las fuerzas terrestres modernizadas fueron derrotadas en la Primera Guerra Sino-Japonesa de 1895. Los Qing crearon un Nuevo Ejército, pero no pudieron evitar que la Alianza de las Ocho Naciones invadiera China para sofocar la sublevación bóxer en 1900. La revuelta de un nuevo cuerpo de ejército en 1911 condujo a la caída de la dinastía.

## Sistema de las ocho banderas

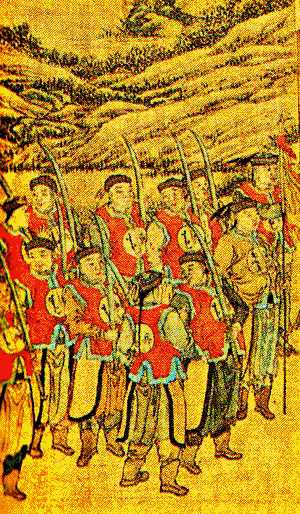
Tropas de banderas de siglo XVII

Una de las claves para la unificación exitosa de Nurhaci sobre las tribus yurchen y su desafío a la dinastía Ming a principios del siglo XVII fue la formación de los Ocho Banderas, una institución exclusivamente manchú que era militarmente eficiente, pero también desempeñó funciones económicas, sociales y de  roles políticos. Ya en 1601 y posiblemente unos años antes, Nurhaci hizo que sus soldados y sus familias se registraran en compañías permanentes conocidas como niru, el mismo nombre que las partidas de caza más pequeñas en las cuales los hombres Jurchen se unían tradicionalmente para practicar operaciones militares y librar una guerra. En algún momento antes de 1607, estas compañías se agruparon en unidades más grandes llamadas gūsa , o "banderas", diferenciadas por colores: amarillo, blanco, rojo y azul. En 1615, se agregó un borde rojo a cada bandera (a excepción de la bandera roja, a la que se agregó un borde blanco) para formar un total de ocho banderas que las tropas Jurchen llevaron a la batalla. El sistema de banderas permitió que el nuevo estado de Nurhaci absorbiera a las tribus Jurchen derrotadas simplemente al agregar compañías; esta integración a su vez ayudó a reorganizar la sociedad de Jurchen más allá de las afiliaciones de clanes pequeños.
A medida que el poder Qing se expandió al norte de la gran muralla, el sistema de banderas se expandía también. Poco después de derrotar a los mongoles de Chahar con la ayuda de otras tribus mongolas en 1635, el hijo y sucesor de Nurhaci, Hong Taiji, incorporó sus nuevos súbditos y aliados mongoles en los Ocho Banderas mongolas, que corrieron paralelas a los banderas manchúes originales. Hong Taiji era más prudente en integrar tropas chinas. En 1629, creó por primera vez un "ejército chino"(Manchu: ᠨᡳᡴᠠᠨᠴᠣᠣᡥᠠ nikan cooha; chino: Hanjun 漢軍) de aproximadamente 3000 hombres. En 1631 estas tropas chinas integraron a hombres que podrían construir y operar cañones de estilo europeo, y por lo tanto fueron renombrados como "Tropas pesadas" (M.: ujen cooha; Ch.: zhongjun 重軍). En 1633 contaban con unas 20 compañías y 4.500 hombres que luchaban bajo estandartes negros. Estas compañías chinas estuvieron agrupadas a dos banderas en 1637, cuatro en 1639, y finalmente ocho banderas en 1642. Fueron conocidas como banderas "chinas" o "marciales chinas".ᠨᡳᡴᠠᠨ
ᠴᠣᠣᡥᠠ
Las banderas en su orden de precedencia fueron las siguientes: amarillo, amarillo con borde, blanco, rojo, blanco con borde, rojo con borde, azul y azul con borde. Los estandartes amarillos, amarillos y blancos fueron conocidos colectivamente como las "Tres banderas superiores" ( chino : 上 三 旗 , pinyin : shàng sān qí )  y estaban bajo la orden directa del emperador. Solo los manchúes pertenecientes a los tres banderas superiores, y los chinos Han seleccionados que habían pasado el más alto nivel de exámenes marciales, estaban calificados para servir como la guardia personal del emperador. Las banderas restantes eran conocidas como las "Cinco baderas inferiores" (chino: 下五旗; pinyin: xià wǔ qí) y fueron comandados por príncipes manchú hereditarios descendientes de la familia inmediata de Nurhachi, conocidos informalmente como los "Príncipes de la Gorra de Hierro." En la era de Nurhaci y la era temprana de Hong Taiij, estos príncipes formaron el consejo gobernante de la nación manchú y el alto mando del ejército.[cita requerida]
|                        |
| Bandera Amarilla Llana |

|                           |
| Bandera Amarilla Bordeada |

|                      |
| Bandera Blanca Llana |

|                         |
| Bandera Blanca Bordeada |

|                    |
| Bandera Roja Llana |

|                       |
| Bandera Roja Bordeada |

|                    |
| Bandera Azul Plana |

|                       |
| Bandera Azul Bordeada |

## Ejército del estandarte verde

Bandera del Ejército del estandarte verde.

Después de capturar Pekín en 1644 y de que los Qing rápidamente obtuvieron el control de grandes extensiones del antiguo territorio Ming, los relativamente pequeños ejércitos bandera se vieron aumentados por los restos de las fuerzas Ming que se rindieron a los Qing. Algunas de estas tropas fueron aceptadas por primera vez en las banderas marciales chinas, pero después de 1645 se integraron en una nueva unidad militar llamada ejército del estandarte verde, llamada así por el color de sus banderines de batalla. Los Qing crearon ejércitos chinos en las regiones que conquistaron. Los ejércitos estandarte verde se crearon en Shanxi, Shaanxi, Gansu y Jiangnan en 1645, en Fujian en 1650, en Lianguang (Cantón y Guangxi) en 1651, en Guizhou en 1658 y en Yunnan en 1659. Mantuvieron sus rangos de la era Ming y fueron dirigidos por una combinación de oficiales de banderas y estandarte verde. Estas tropas chinas con el tiempo superaron en número a las tropas de bandera de tres a uno (alrededor de 600,000 tropas de estandarte verde a 200,000 tropas de banderas).[cita requerida]
Aunque los estandartes manchú fueron la fuerza de combate más efectiva durante la conquista Qing de China, la mayoría de los combates fueron realizados por banderas chinas y tropas del estandarte verde, especialmente en el sur de China, donde la caballería manchú podría jugar un papel menor. Las banderas también funcionaron mal durante la revuelta de los Tres feudatarios que estallaron en el sur de China en 1673. Fueron tropas regulares chinas, aunque dirigidas por manchúes y oficiales chinos, quienes ayudaron a los Qing a derrotar a sus enemigos en 1681 y así consolidar su control sobre toda China. Las tropas de estandarte verde también formaron el personal principal de las fuerzas navales que derrotaron al reino de la familia Zheng en la isla de Taiwán en 1683.
Los Banderas y las tropas estandarte verde eran ejércitos permanentes, pagados por el gobierno central. Además, los gobernadores regionales, desde las provincias hasta las aldeas, mantuvieron sus propias milicias locales irregulares para tareas de policía y socorro en casos de desastre. Estas milicias generalmente recibían pequeños estipendios anuales de las arcas regionales para las obligaciones de servicio a tiempo parcial.

## Guarniciones en tiempos de paz
Los ejércitos de banderas estaban divididos a lo largo de líneas étnicas, a saber, manchú y mongol. Aunque debe señalarse que la composición étnica de las banderas manchú estaba lejos de ser homogénea, ya que incluía a los sirvientes no manchúes registrados en el hogar de sus maestros manchúes. A medida que la guerra con la dinastía Ming progresó y la población china Han bajo el dominio manchú aumentó, Hong Taiji creó una rama separada de banderas Han para aprovechar esta nueva fuente de mano de obra. Sin embargo, estas banderas Han nunca fueron considerados por el gobierno como iguales a las otras dos ramas debido a su adición relativamente tardía a la causa manchú, así como a su ascendencia china Han. La naturaleza de su servicio, principalmente como infantería, artillería y zapadores, también era ajena a la tradición manchú de luchar casi exclusivamente como arqueros montados. Además, después de la conquista, los roles militares desempeñados por las banderas Han fueron rápidamente asumidos por el ejército de estandarte verde. Los banderas Han dejaron de existir por completo después de las reformas de registro de banderas del Emperador Yongzheng destinadas a reducir los gastos imperiales.[cita requerida]
Los orígenes socio-militares del sistema de banderas significaban que la población dentro de cada rama y sus subdivisiones era hereditaria y rígida. Solo bajo circunstancias especiales sancionadas por el edicto imperial se permitieron movimientos sociales entre banderas. Por el contrario, el ejército estandarte verde originalmente estaba destinado a ser una fuerza profesional.

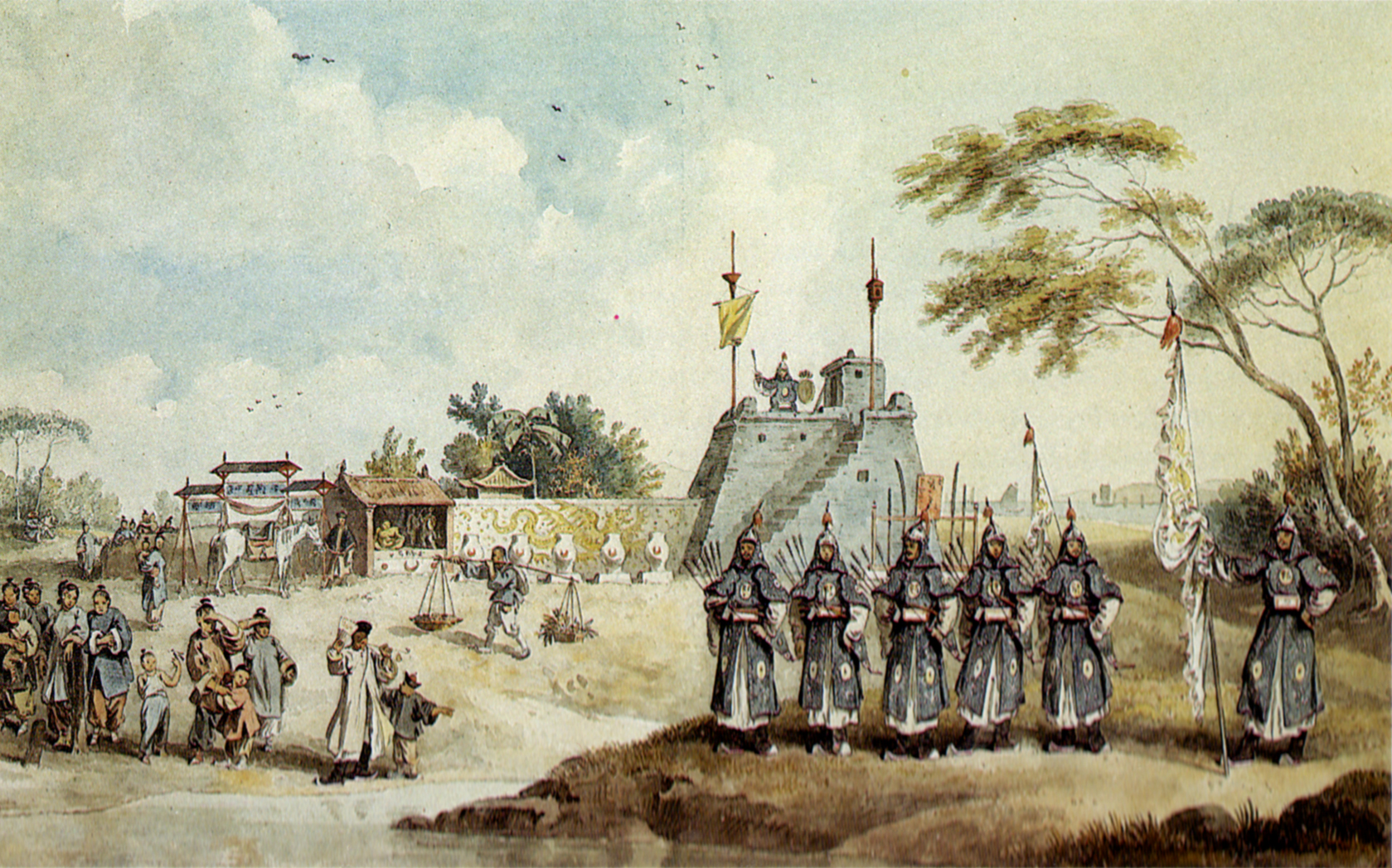
Puesto militar chino en 1793.

Después de derrotar a los remanentes de las fuerzas Ming, el Ejército de banderas manchú de aproximadamente 200,000 hombres en ese momento estaba dividido en partes iguales; la mitad fue designada como las Ocho Banderas Prohibidas (chino : 禁 旅 八旗 , pinyin : jìnlǚ bāqí) y estuvo estacionado en Beijing. Sirvió como la guarnición de la capital y la fuerza de ataque principal del gobierno Qing. El resto de las tropas de banderas se distribuyó para proteger ciudades clave en China. Estos fueron conocidos como el ejército de las Ocho Banderas Territorial  (chino simplificado : 驻防 八旗 ; chino tradicional : 駐防 八旗 ; pinyin : zhùfáng bāqí) . La corte manchú, muy consciente de su propia condición de minoría, reforzó una política estricta de segregación racial entre los manchú y los mongoles, de los chinos Han por temor a ser sinizados por estos últimos. Esta política se aplicaba directamente a las guarniciones de banderas, la mayoría de las cuales ocupaban una zona separada amurallada dentro de las ciudades en las que estaban estacionadas. En ciudades donde había limitaciones de espacio, como en Qingzhou , se construiría una nueva ciudad fortificada para albergar a las banderas, su guarnición y sus familias. Pekín la sede imperial, en la que el regente Dorgon hizo que la población china entera se trasladara forzosamente a los suburbios del sur, que se conoció como la "Ciudadela Exterior" (chino : 外 城 ; pinyin :wàichéng). La ciudad amurallada del norte llamada "Ciudadela interior" (chino :內 城 ; pinyin : nèichéng) fue dividida en porciones a las restantes ocho banderas Manchú , cada una responsable de proteger una sección de la Ciudadela interior que rodea el complejo del palacio de la Ciudad Prohibida[cita requerida]

## sigloXVIII

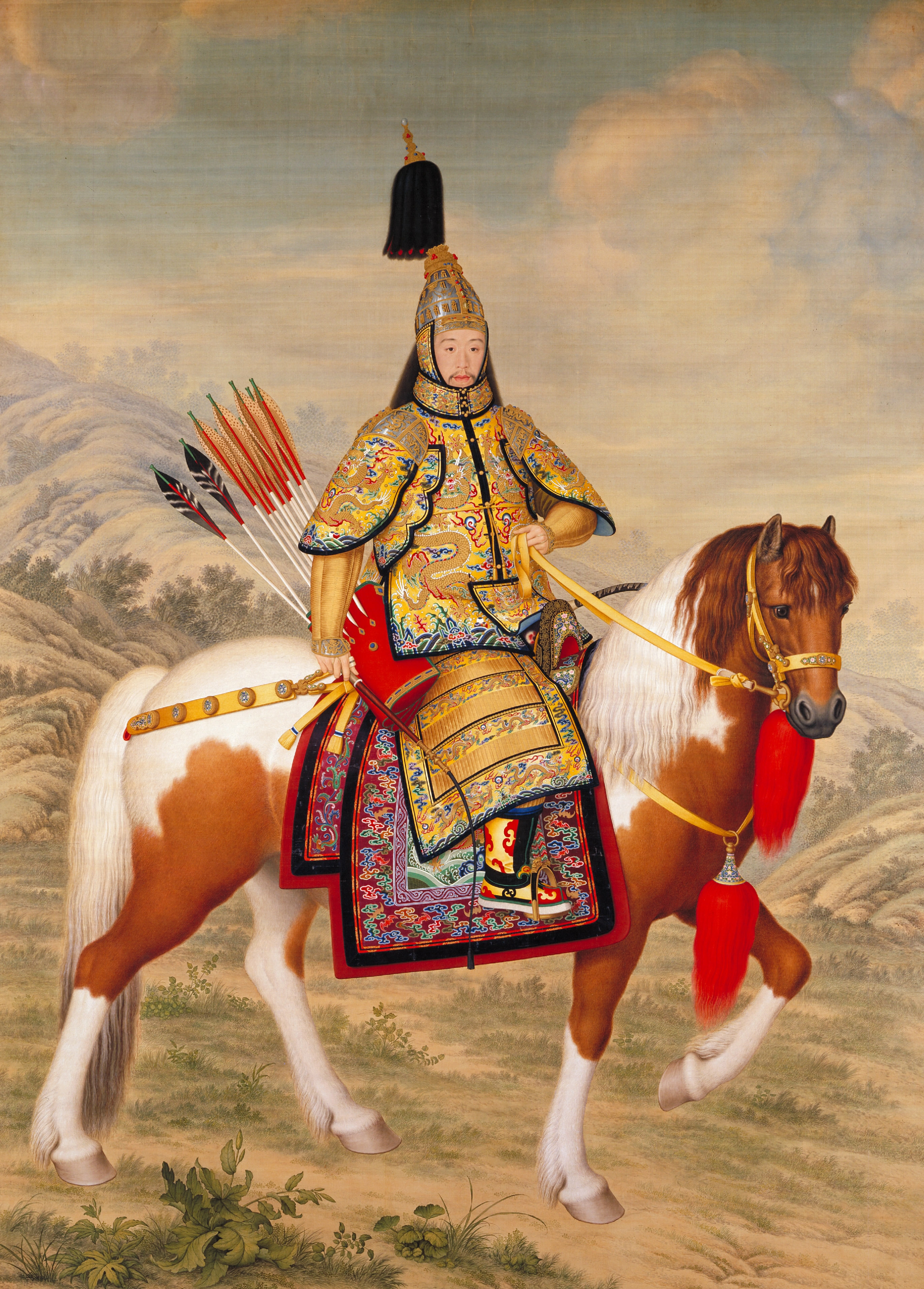
Emperador Qianlong montando a caballo con su armadura ceremonial.

La política de colocar a las tropas de banderas como guarnición territorial no era para proteger sino para inspirar asombro en la población subyugada a expensas de su experiencia como caballería. Como resultado, después de un siglo de paz y falta de entrenamiento en el campo, las tropas de bandera Manchu se habían deteriorado enormemente en su capacidad de combate. En segundo lugar, antes de la conquista, la bandera manchú era un ejército "ciudadano", y sus miembros eran agricultores manchúes y pastores obligados a brindar servicio militar al estado en tiempos de guerra. La decisión del gobierno Qing de convertir a las tropas de banderas en una fuerza profesional cuyo bienestar y necesidad fueron satisfechas por las arcas estatales trajo riqueza, y con ella corrupción, a la base de las banderas Manchu y apresuró su declive como fuerza de combate. Las tropas de las banderas con frecuencia se endeudaron como resultado de beber, apostar y pasar tiempo en teatros y burdeles, lo que llevó a una prohibición general de ir al teatro dentro de las Ocho Banderas.
Al mismo tiempo, se estaba produciendo un declive similar en el Ejército Estandarte Verde. Durante el tiempo de paz, la conscripcion se convirtió simplemente en una fuente de ingresos suplementarios. Tanto los soldados como los comandantes descuidaron el entrenamiento en busca de sus propios beneficios económicos. La corrupción era desenfrenada ya que los comandantes de las unidades regionales presentaron solicitudes de pago y suministro basadas en recuentos exagerados de personal al departamento de intendencia y se embolsaban la diferencia. Cuando las tropas del estandarte verde demostraron ser incapaces de disparar sus armas con precisión mientras suprimían una rebelión de seguidores del Loto Blanco bajo el liderazgo de Wang Lunen en 1774, el gobernador general culpó el fracaso a la magia enemiga, lo que provocó una respuesta furiosa del emperador Qianlong en la que describió la incompetencia con armas de fuego como una "enfermedad común y generalizada" del Ejército Estandarte Verde , cuyos artilleros estaban llenos de excusas.

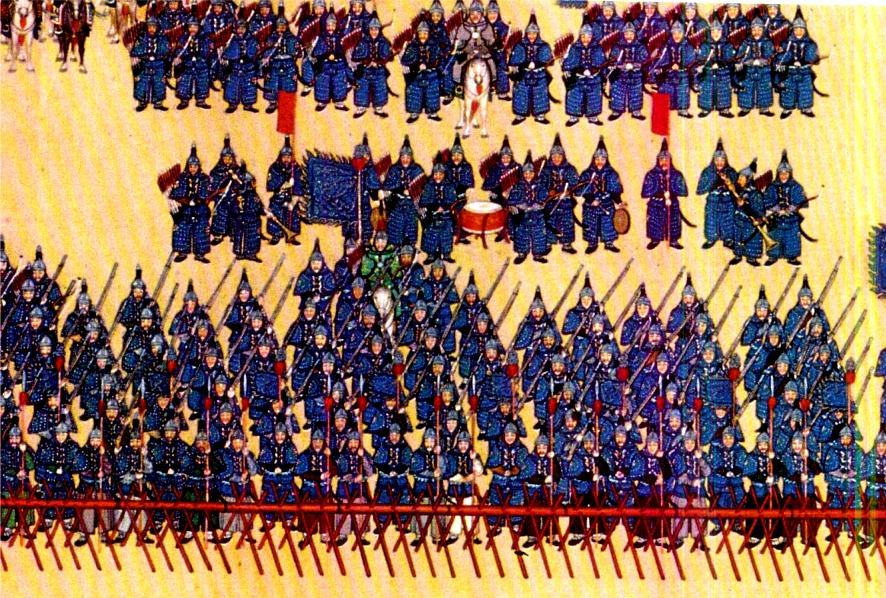
Soldados de la bandera azul durante el reinado del emperador Qianlong.

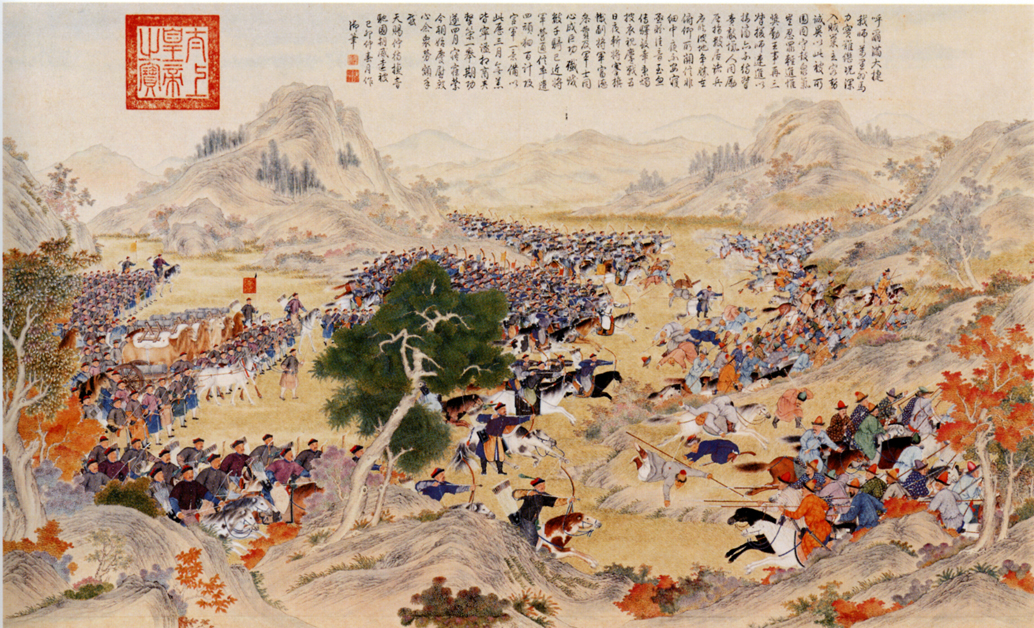
La batalla de Qurman de 1759. Campaña en Altishahr (Pacificación de Sinkiang)

Los emperadores Qing intentaron revertir el declive de los militares a través de una variedad de medios. Aunque fue bajo el emperador Qianlong que el imperio se expandió en su mayor extensión, el emperador y sus oficiales frecuentemente tomaron nota del declive de la disciplina marcial entre las tropas. Qianlong reinstituyó la caza anual en Mulan como una forma de entrenamiento militar. Miles de tropas participaron en estos ejercicios masivos, seleccionados entre tropas de las Ocho Banderas tanto de la capital como de las guarniciones. Qianlong también promovió la cultura militar, ordenando a sus pintores de la corte a producir una gran cantidad de obras sobre temas militares, incluyendo victorias en la batalla, las grandes inspecciones del ejército y la caza imperial en Mulan.
Los ejércitos Qing en el siglo XVIII pueden no haber estado tan bien armados como sus contrapartes europeas, pero bajo la presión del trono imperial demostraron ser capaces de innovación y eficiencia, a veces en circunstancias difíciles. En la Segunda Guerra Jinchuan, por ejemplo, el emperador Qianlong envió al jesuita Félix da Rocha, el director de la Oficina de Astronomía, al frente para fundir pesados cañones de campaña que no podían ser transportados a las montañas profundas en las que vivían las tribus Jinchuan.

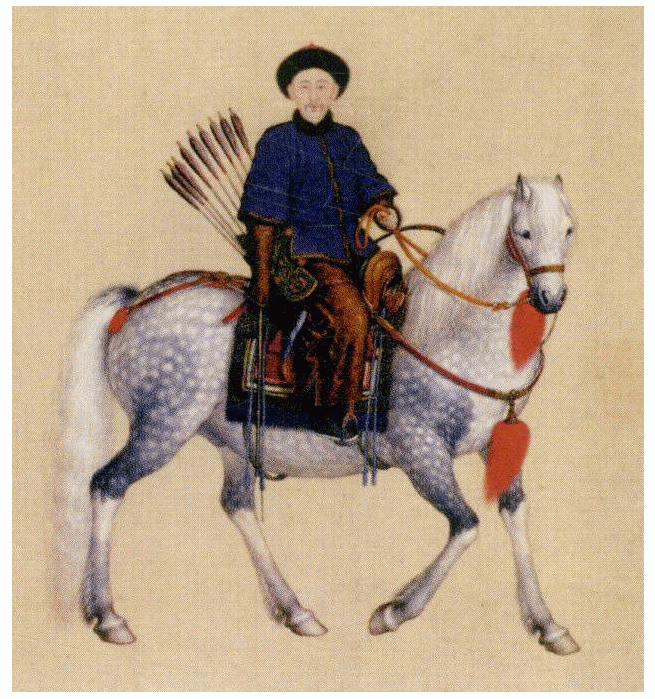
Príncipe Yinli (1697-1738), decimoséptimo hijo del Kangxi.
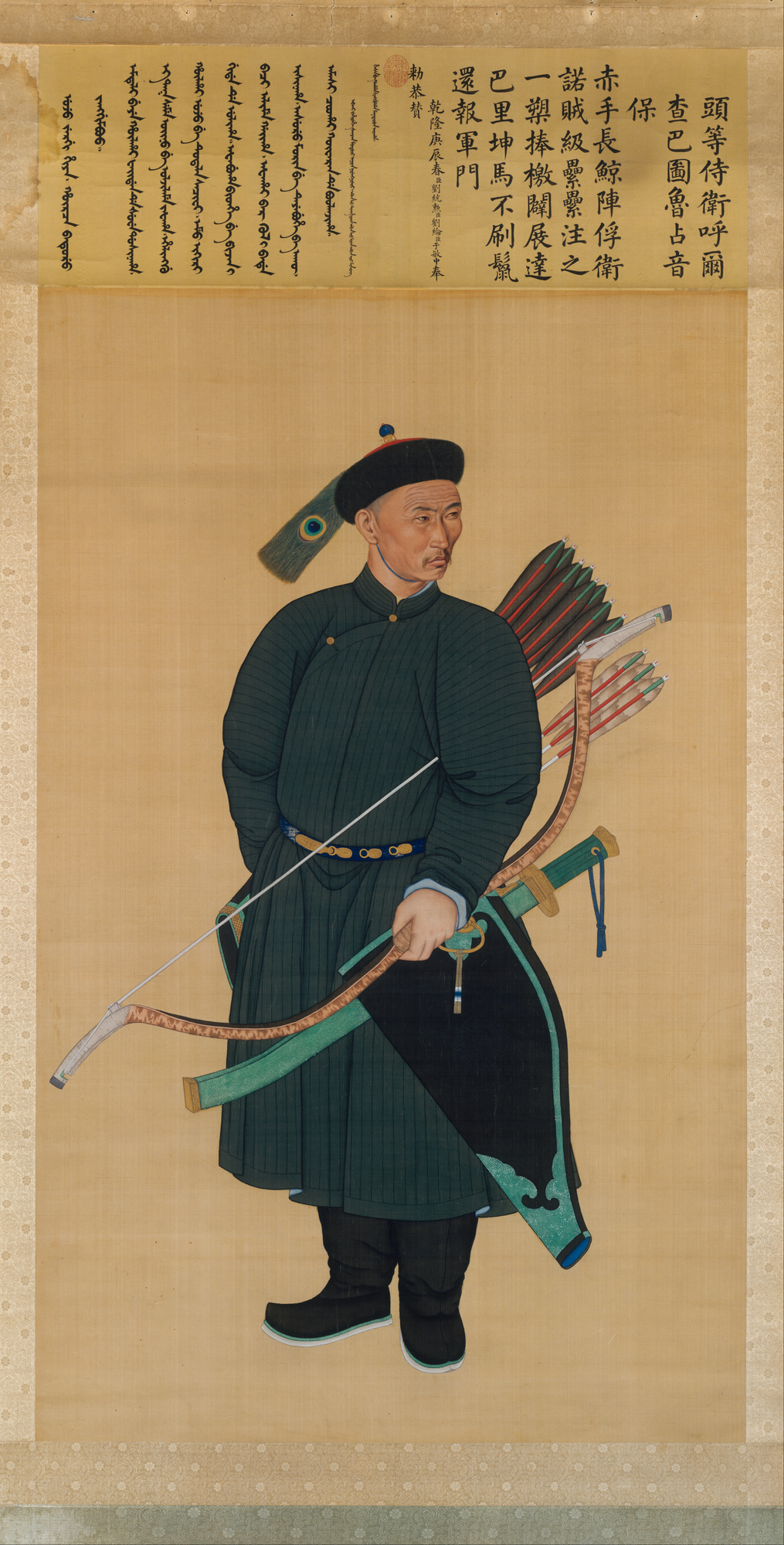
Guardia imperial manchú.
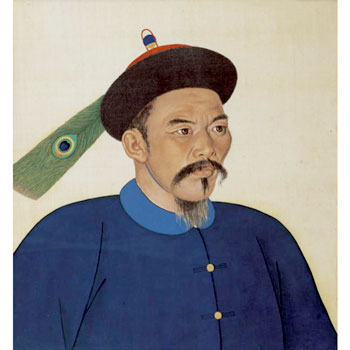
Dalhan (达尔 汉 da er han), era un oficial del ejército Qing,finales de 1700.
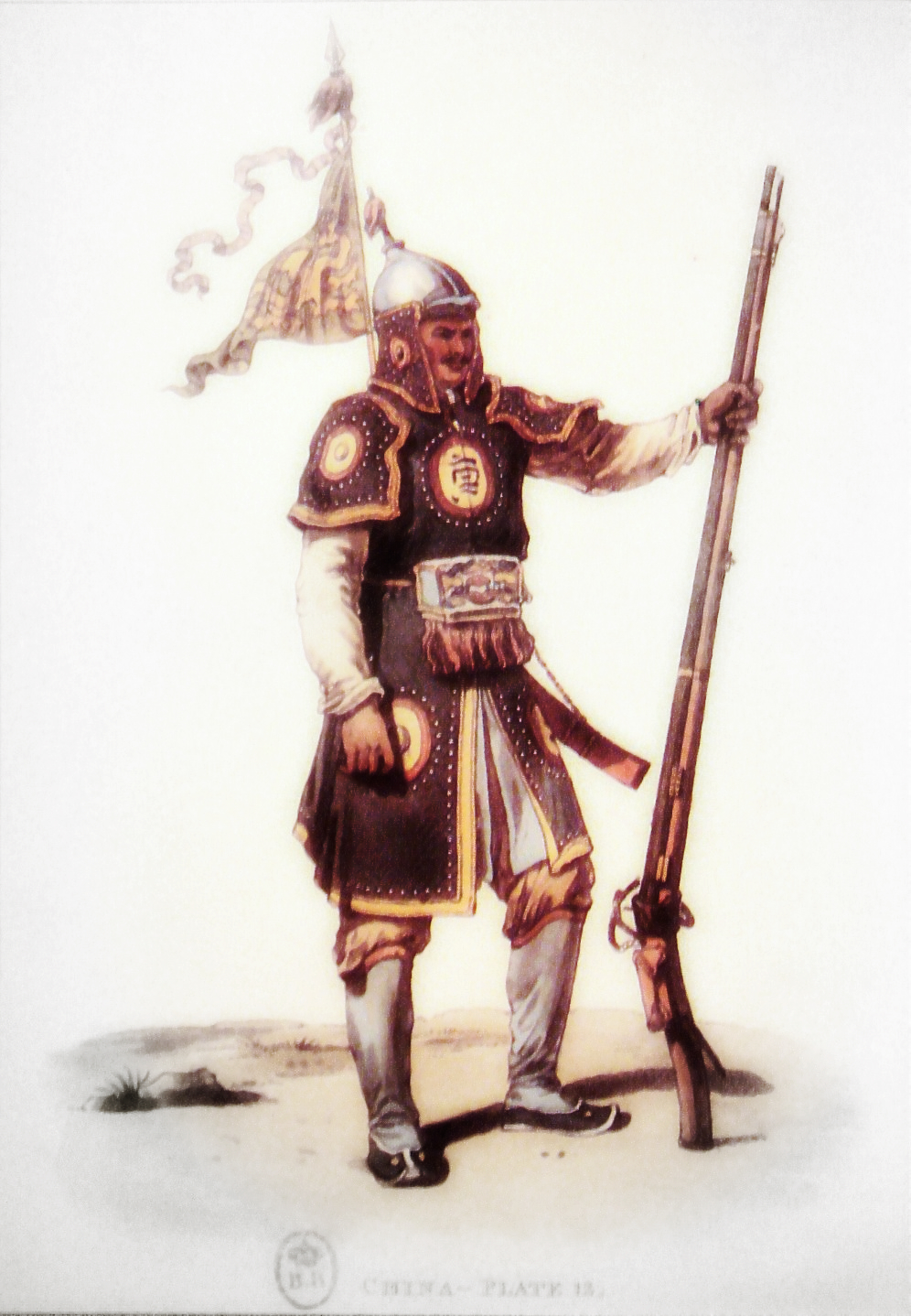
Soldado chino de finales de 1700.
Retrato de soldado chino de finales de 1700

Cuando la rebelión Taiping estalló en la década de 1850, la corte Qing descubrió tardíamente que las tropas de los ejércitos bandera y estandarte verdes no podían sofocar las rebeliones internas ni mantener a raya a los invasores extranjeros.[cita requerida]

## Transición y modernización

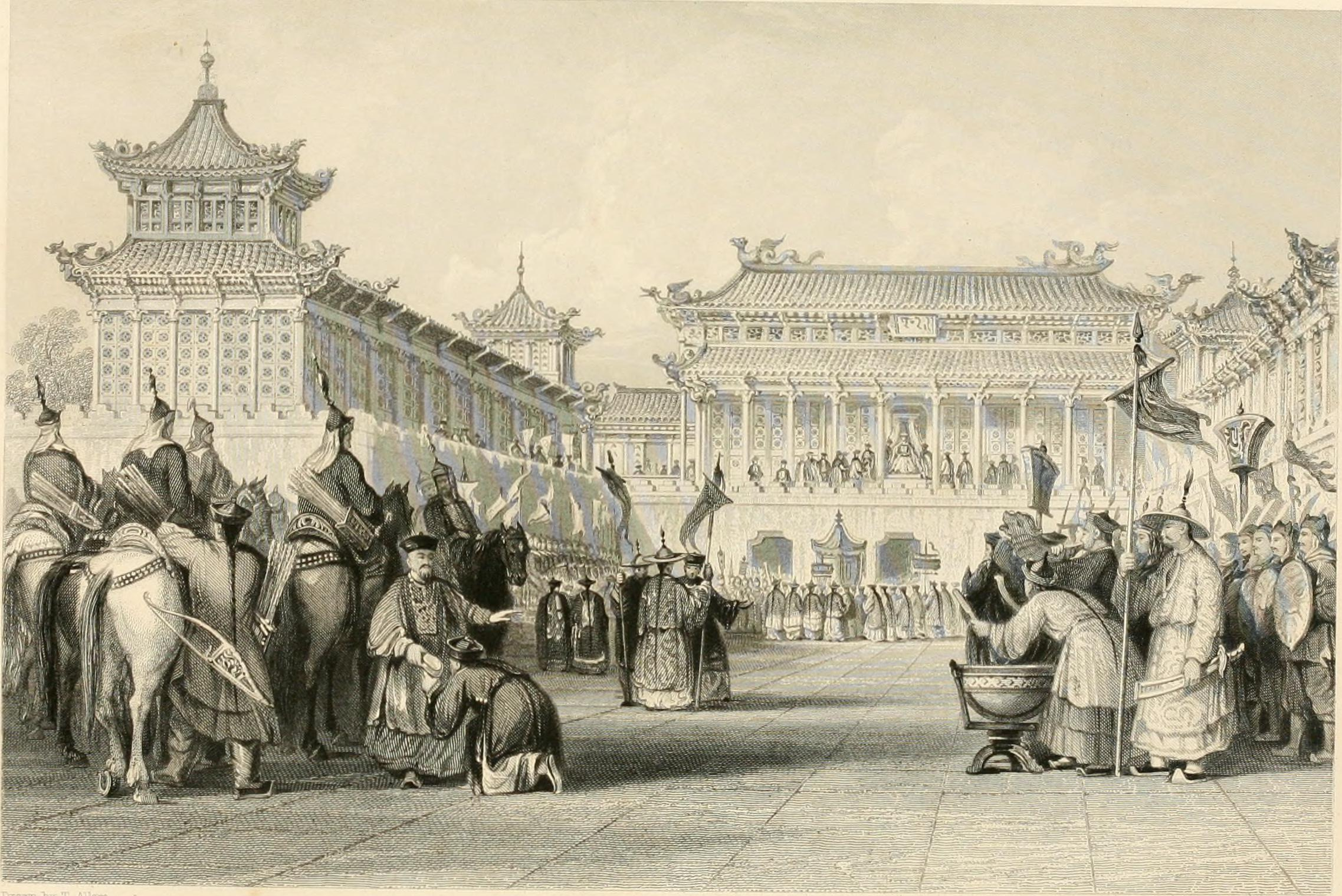
El emperador Daoguang revisa a sus guardias en el Palacio de Pekín

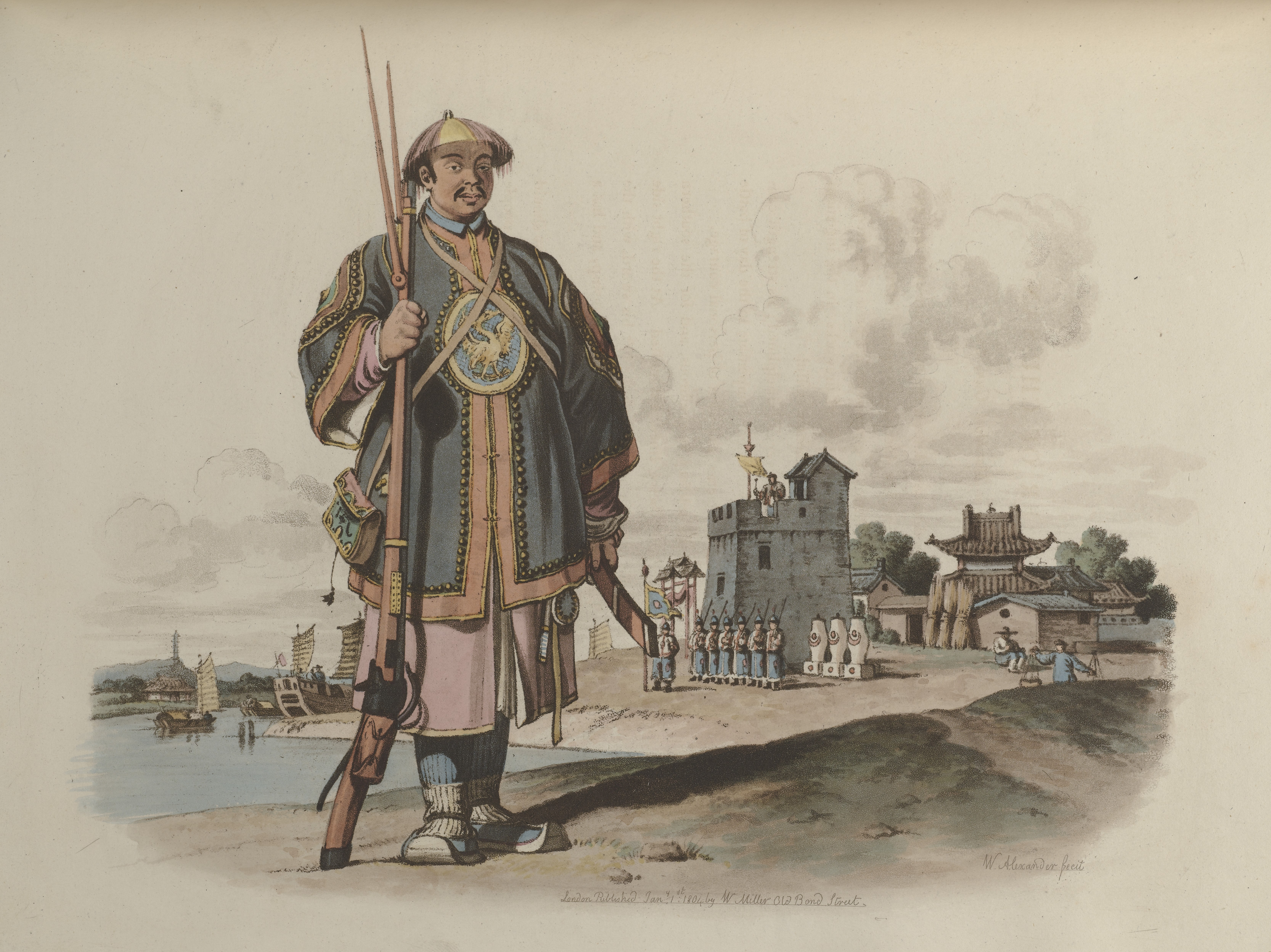
Soldado chino de principios del.

Tempranamente durante la Rebelión Taiping , las fuerzas Qing sufrieron una serie de derrotas desastrosas que culminaron en la pérdida de la ciudad capital regional de Nanjing en 1853. Los rebeldes masacraron a toda la guarnición manchú y sus familias en la ciudad y la convirtieron en su capital. Poco después, una fuerza expedicionaria de Taiping penetró tan al norte como los suburbios de Tianjin en lo que se consideraba el corazón imperial. En su desesperación, la corte Qing ordenó a un mandarín chino, Zeng Guofan , que organizara la milicia regional ( chino simplificado : 团 勇 ; chino tradicional : 團 勇 ; pinyin: tuányǒng ) y de pueblo ( chino simplificado : 乡勇 ; chino tradicional : 鄉勇 ; pinyin : xiāngyǒng )  en un ejército permanente llamado tuanlian para contener la rebelión. La estrategia de Zeng Guofan fue confiar en la gentries locales para crear un nuevo tipo de organización militar en esas provincias que los rebeldes de Taiping amenazaron directamente. Esta nueva fuerza se hizo conocida como el Ejército de Xiang , llamado así por la región de Hunan donde se creó. El Ejército Xiang era un híbrido de la milicia local y un ejército permanente. Recibió capacitación profesional, pero se pagó con fondos regionales y fondos que pudieron reunir sus comandantes, en su mayoría miembros de la pequeña nobleza china. El Ejército de Xiang y su sucesor, el Ejército de Huai , creado por el colega y estudiante de Zeng Guofan, Li Hongzhang , fueron llamados colectivamente " Yong Ying " (Campamento Valiente).

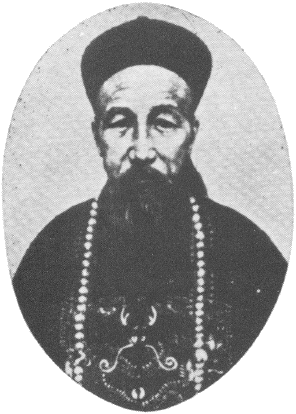
General Zeng Guofan

Antes de formar y dirigir al ejército de Xiang, Zeng Guofan no tenía experiencia militar. Al ser un mandarín de educación clásica, su proyecto para el ejército Xiang fue tomado de una fuente histórica: el general Ming Qi Jiguang , quien, debido a la debilidad de las tropas regulares Ming, había decidido formar su propio ejército "privado" para repeler a los japoneses piratas a mediados del siglo XVI. La doctrina de Qi Jiguang se basó en las ideas neoconfucianas de vincular la lealtad de las tropas a sus superiores inmediatos y también a las regiones en las que fueron criados. Esto inicialmente les dio a las tropas un excelente esprit de corps. El ejército de Qi Jiguang fue una solución ad hoc para el problema específico de la lucha contra los piratas, como lo fue la intención original de Zeng Guofan para el ejército de Xiang, que se planteó para erradicar a los rebeldes Taiping. Sin embargo, las circunstancias llevaron al sistema Yongying a convertirse en una institución permanente dentro del ejército Qing, que a la larga creó problemas propios para el atribulado gobierno central.
Primero, el sistema Yongying señaló el fin del dominio Manchú en el establishment militar Qing. Aunque los ejércitos de Banderas y Estandarte verde persistieron, como parásitos que agotan los recursos, en adelante el cuerpo de Yongying se convirtió en las tropas de facto de primera línea del gobierno Qing. En segundo lugar, los cuerpos de Yongying se financiaron a través de las arcas provinciales y fueron dirigidos por comandantes regionales. Esta devolución del poder debilitó el control del gobierno central en todo el país, una debilidad aún más agravada por las potencias extranjeras que competían por repartirse territorios coloniales autónomos en diferentes partes del Imperio Qing en la segunda mitad del siglo XIX. A pesar de estos graves efectos negativos, la medida se consideró necesaria ya que los ingresos fiscales de las provincias ocupadas y amenazadas por los rebeldes habían dejado de llegar al gobierno central, que carecía de recursos. Finalmente, la naturaleza de la estructura de mando de Yongying fomentó el nepotismo y el amiguismo entre sus comandantes, quienes, a medida que ascendían a las filas burocráticas, echaron las semillas de la eventual desaparición del estado Qing y el estallido del caudillismo regional en China durante la primera mitad del siglo XX
Por el siglo XIX tardío, China rápidamente descendía a un estado semicolonial. Incluso los elementos más conservadores dentro de la corte Qing  ya no podría ignorar la debilidad militar de China en contraste a los bárbaros "extranjeros" que literalmente golpeaban sus puertas. En 1860, durante la segunda guerra del Opio, la capital, Beijing, fue capturada y el Palacio de Verano fue saqueado por una fuerza de coalición anglo-francesa relativamente pequeña, que ascendía a 25,000 hombres.

## Auto-fortalecimiento y modernización militar
Aunque los chinos inventaron la pólvora y las armas de fuego habían estado en uso continuo en las guerras de China desde la dinastía Song , el advenimiento del armamento moderno resultante de la Revolución Industrial Europea hizo que el ejército y la armada tradicionalmente entrenados y equipados de China quedaran obsoletos.

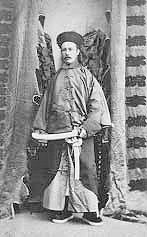
Charles Gordon con uniforme chino.

Después de la humillante captura de Beijing y el saqueo del Palacio de Verano en 1860, funcionarios como Zeng Guofan, Li Hongzhang y el Manchu Wenxiang hicieron esfuerzos para adquirir armas occidentales avanzadas y copiar la organización militar occidental. Brigadas especiales de soldados chinos equipados con rifles modernos y comandados por oficiales extranjeros (un ejemplo es el Ejercito Siempre Victorioso comandado por Frederick Townsend Ward y más tarde Charles George Gordon ) ayudaron a Zeng y Li a derrotar a los rebeldes Taiping. El ejército Huai de Li Hongzhang también adquirió rifles occidentales e incorporó algunos ejercicios occidentales. Mientras tanto, en Beijing, el príncipe Gong y Wenxiang crearon un ejército de élite, la " Fuerza de campaña de Pekín ", que estaba armado con rifles rusos y cañones franceses y entrenado por oficiales británicos. Cuando esta fuerza de 2,500 tropas bandera derrotó a un ejército de bandidos más de diez veces numeroso, parecían demostrar el argumento de Wenxiang de que un ejército de bandera pequeño pero bien entrenado y bien equipado sería suficiente para defender la capital en el futuro. 
Un énfasis importante de las reformas fue mejorar el armamento de los ejércitos chinos. Con el fin de producir rifles modernos, artillería y municiones, Zeng Guofan creó un arsenal en Suzhou, que se trasladó a Shanghái y se expandió en el Arsenal de Jiangnan . Se crearon otros arsenales en Nanjing, Tianjin (sirvió como una importante fuente de municiones para los ejércitos del norte de China en los años 1870 y 1880), Lanzhou (para apoyar a Zuo Zongtang  en la supresión de un gran levantamiento musulmán en el noroeste), Sichuan y Shandong. 

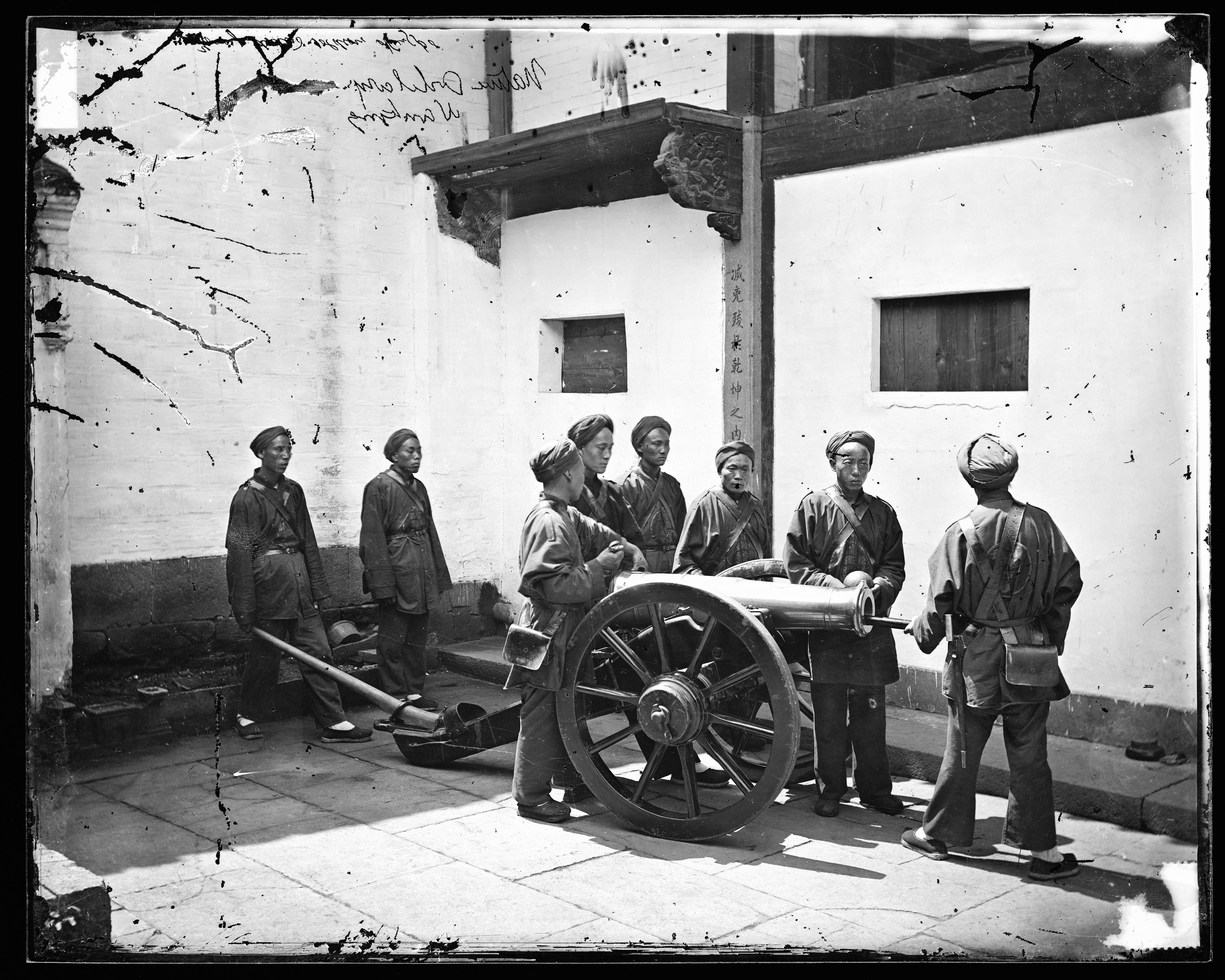
Unidad de artillería 1870.
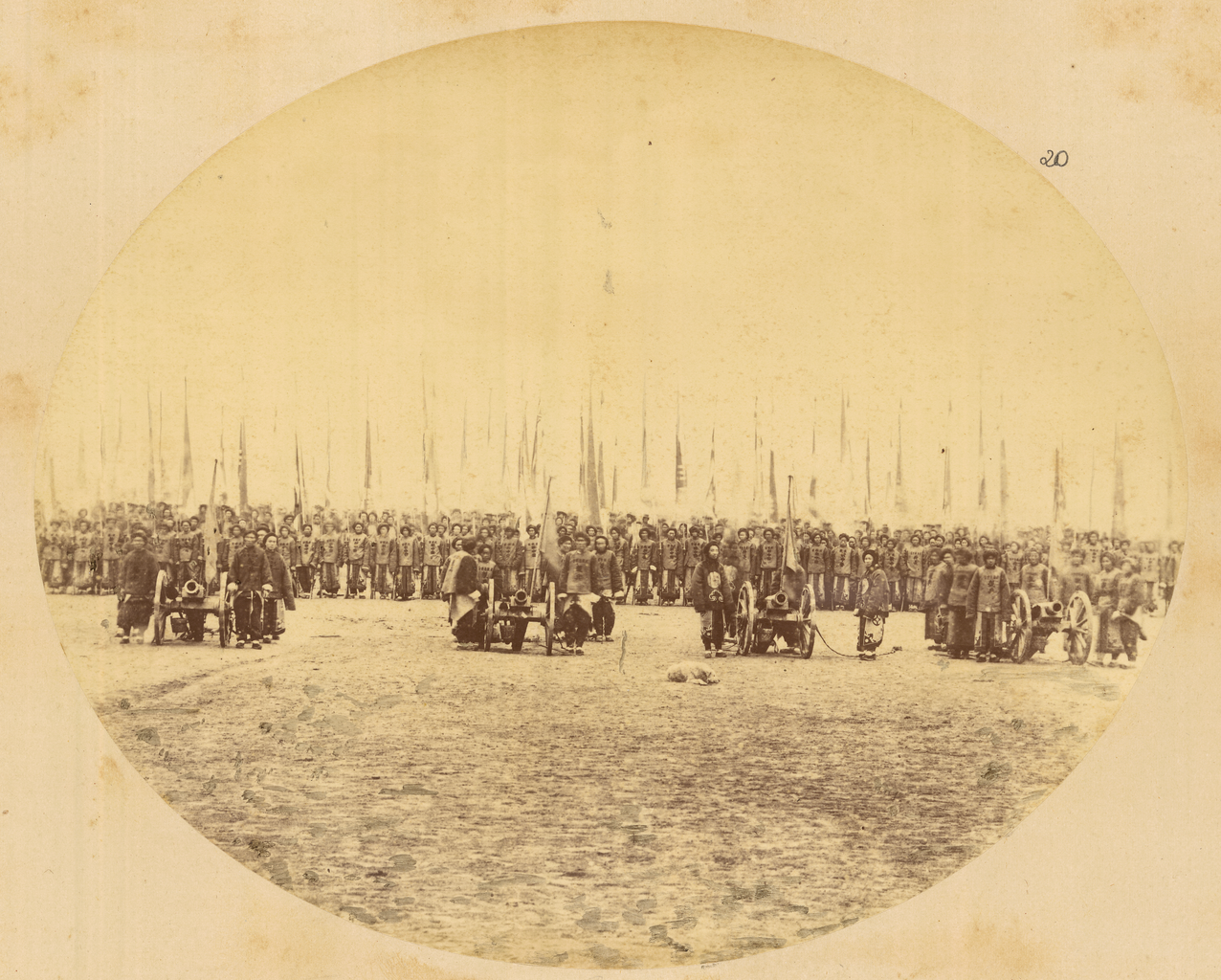
Fuerzas Pro-Qing en Gansu en 1875.
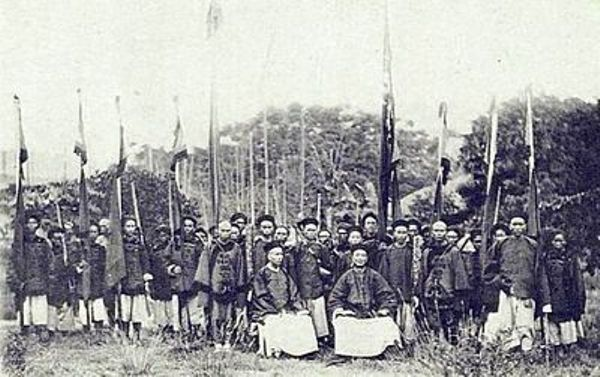
Ejército regular chino durante la guerra franco-china.
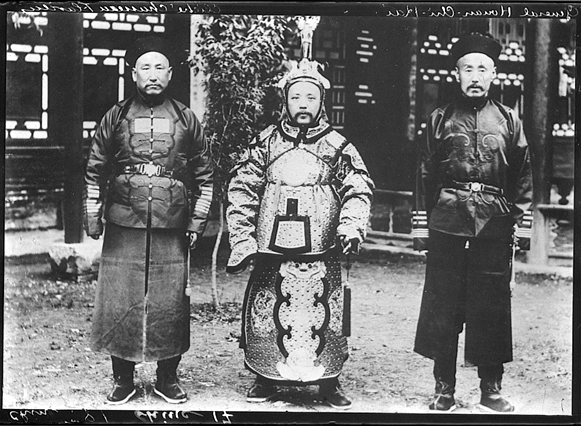
Oficiales Qing alrededor de 1890.

Gracias a estas reformas y mejoras, el gobierno Qing obtuvo una gran ventaja sobre los rebeldes nacionales. Después de vencer a los Taiping en 1864, los ejércitos recién equipados derrotaron a la Rebelión Nian en 1868, Guizhou Miao en 1873, la Rebelión Panthay en Yunnan en 1873 y en 1877 la masiva revuelta musulmana que envolvió Xinjiang desde 1862. Además de sofocar las revueltas internas, los Qing también combatieron a las potencias extranjeras con relativo éxito. Los ejércitos Qing lograron resolver la crisis de 1874 con Japón sobre Taiwán, diplomáticamente forzaron a los rusos a salir del valle del río Ili en 1881, y lucharon contra los franceses hasta un punto muerto en la Guerra franco-china de 1884-1885 a pesar de los muchos fracasos en la guerra naval.
Las mejoras militares que resultaron de la modernización de las reformas fueron sustanciales, pero aun así resultaron insuficientes, ya que la dinastía Qing fue gravemente derrotada por el Japón Meiji  en la Guerra Sino-Japonesa de 1894-1895. Incluso las mejores tropas de China, el Ejército Huai y la Flota Beiyang , ambas dirigidas por Li Hongzhang, no podían competir con el ejército y la marina de guerra, mejor entrenados, mejor dirigidos y más rápidos de Japón.
La sorprendente derrota y el humillante acuerdo que siguió hicieron que las reformas anteriores parecieran fracasos absolutos. Durante mucho tiempo, los académicos occidentales y chinos atribuyeron el fracaso de la modernización militar al etnocentrismo chino o manchú y a la incompatibilidad del orden mundial confuciano con las demandas de la modernidad. Las razones más concretas fueron la falta de fondos (especialmente después de 1875, cuando los fondos obtenidos de nuevos impuestos y aranceles se desviaron a otros usos), una renuencia general a adoptar técnicas occidentales de capacitación y una dependencia excesiva de líderes individuales como Wenxiang o Li Hongzhang.
Los intentos del gobierno de modernizarse durante el Movimiento de autofortalecimiento fueron, a juicio de la mayoría de los historiadores en retrospectiva, poco sistemáticos y arrojaron pocos resultados duraderos. Las diversas razones del aparente fracaso de los intentos de modernización tardía del estado Qing han avanzado, incluida la falta de fondos, la falta de voluntad política y la falta de voluntad para apartarse de la tradición. Estas razones siguen siendo controvertidas.

## Nuevos Ejércitos

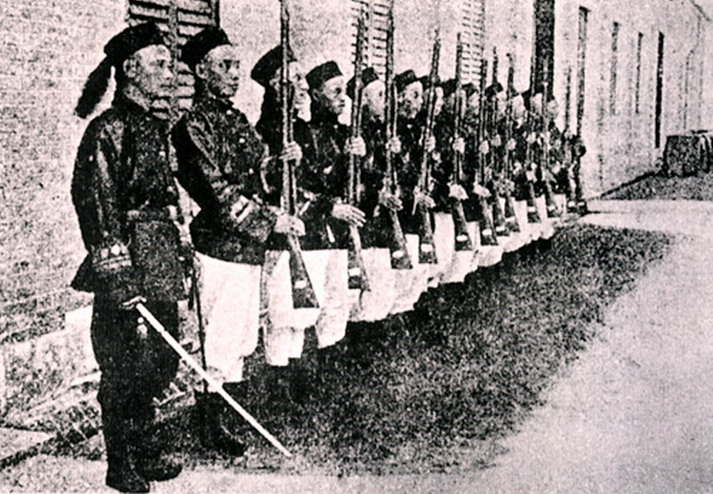
Nuevo ejército Qing.

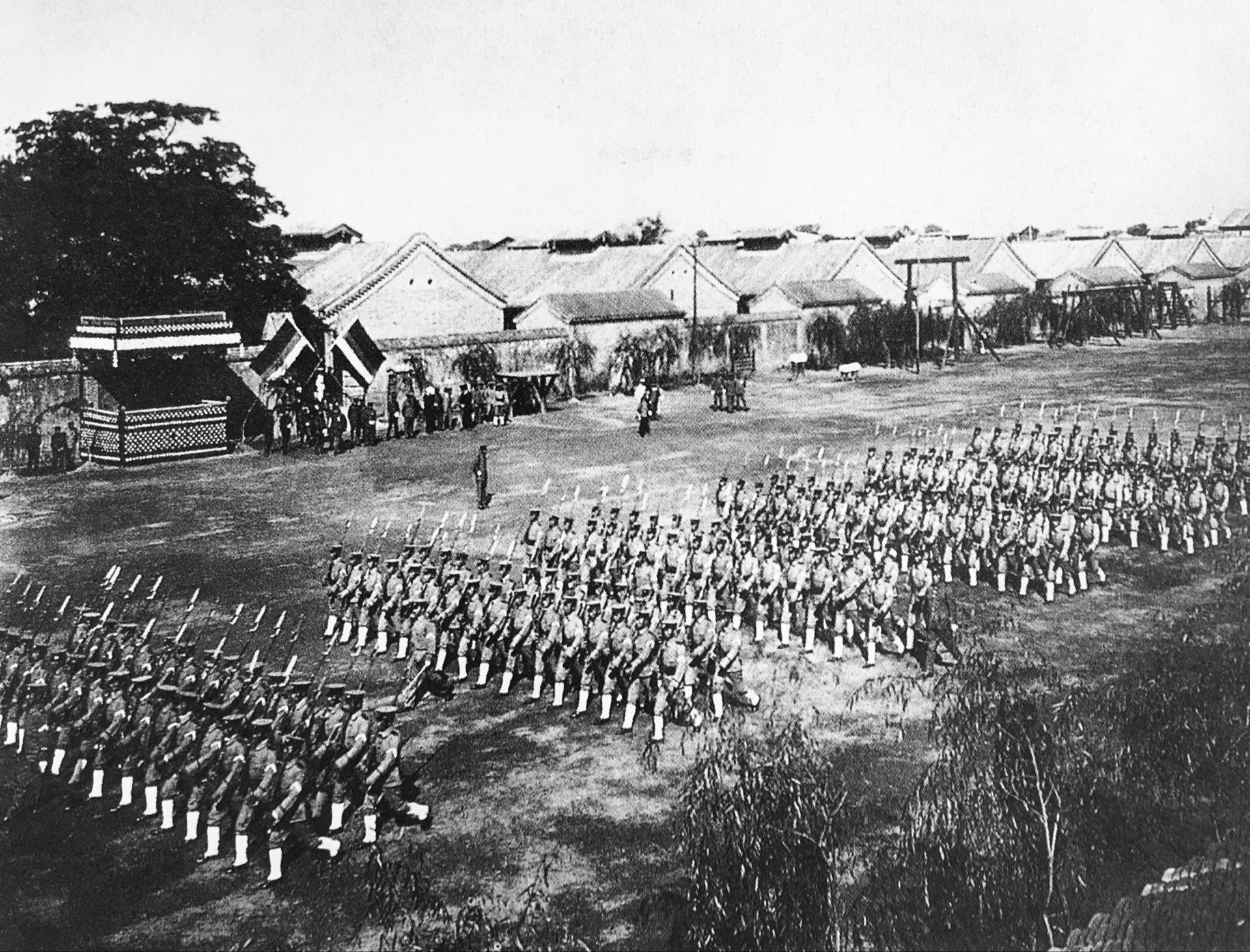
El Ejército Beiyang en entrenamiento

Perder la primera guerra sino-japonesa de 1894-1895 fue un hito para el gobierno Qing. Japón, un país considerado durante mucho tiempo por los chinos como poco más que una nación advenediza de piratas, había vencido de manera convincente a su vecino más grande y en el proceso aniquiló el orgullo y la alegría del gobierno Qing: su moderna flota de Beiyang, considerada la fuerza naval más fuerte. en Asia. Al hacerlo, Japón se convirtió en el primer país asiático en unirse a los rangos anteriormente occidentales de las potencias coloniales. La derrota fue un rudo despertar para la corte Qing, especialmente cuando se establece en el contexto de que ocurrió apenas unas tres décadas después de la Restauración Meiji.

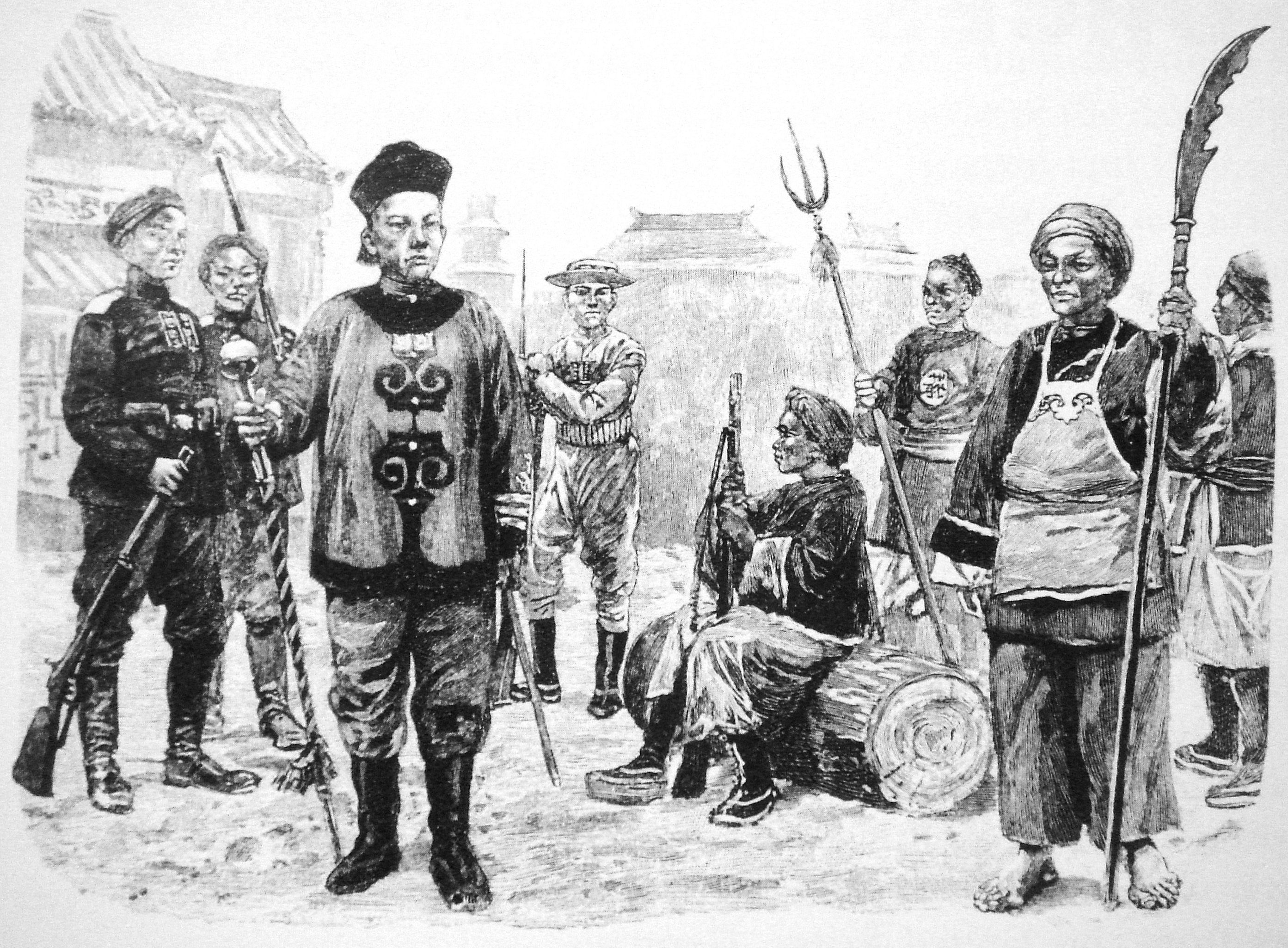
Soldados chinos entre 1899-1901.

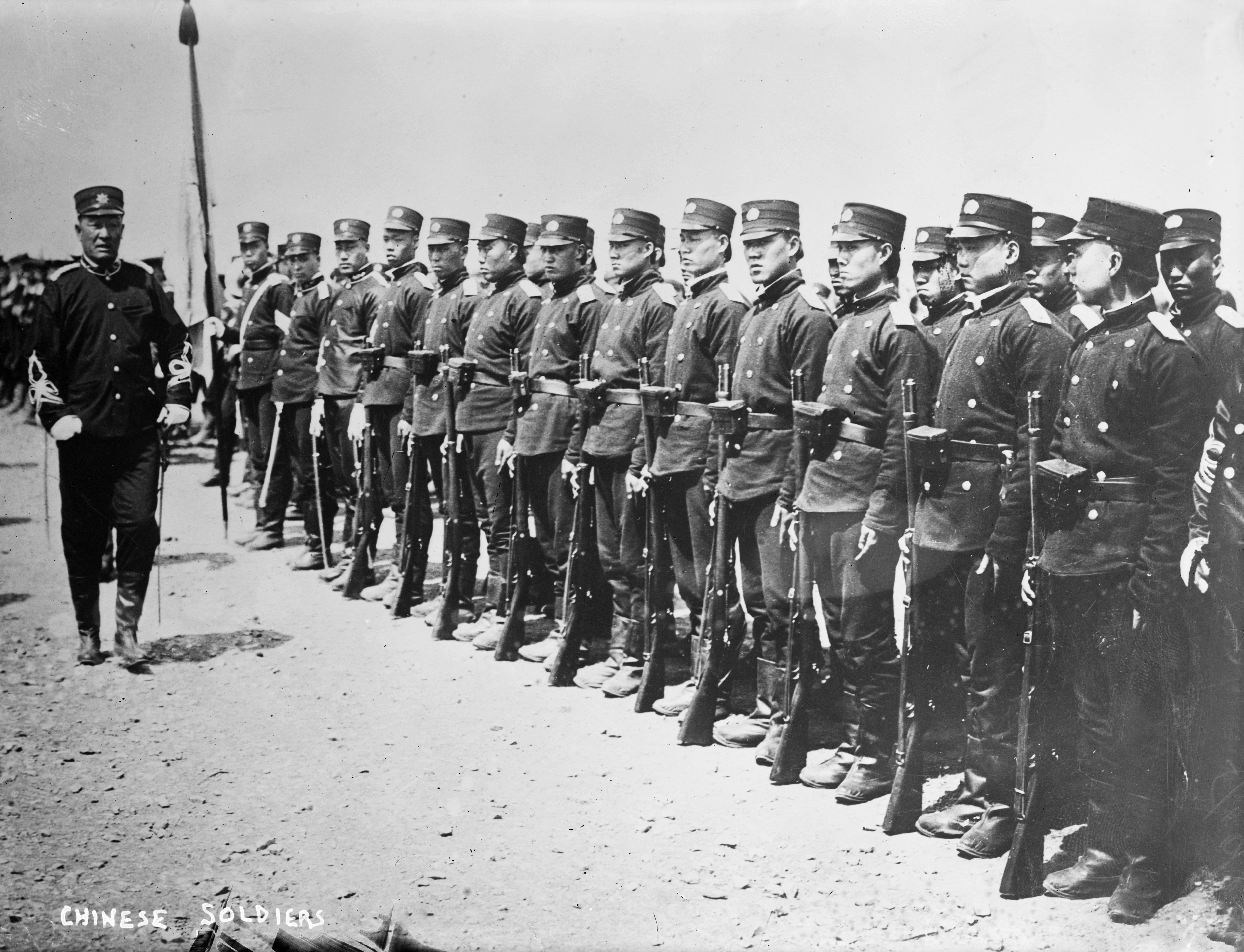
Nuevo ejército Qing en 1905.

Finalmente, en diciembre de 1894, el gobierno de Qing tomó medidas concretas para reformar las instituciones militares y volver a entrenar unidades seleccionadas en ejercicios, tácticas y armamentos occidentalizados. Estas unidades se llamaron colectivamente los "Nuevos Ejércitos". Los nuevos ejércitos (chino tradicional :新軍, chino simplificado :新军; Pinyin : Xinjun, Manchú : Ice cooha), más plenamente llamado el recién creado Ejército ( 新建陸軍 Xinjian Lujun), fueron el cuerpo del ejército modernizado se formó bajo la dinastía Qing en diciembre de 1895, después de su derrota en la primera guerra sino-japonesa. El más exitoso de ellos fue el Ejército de Beiyang bajo la supervisión y el control general de un excomandante del ejército Huai, el general Yuan Shikai , quien utilizó su posición para convertirse finalmente en presidente de la República de China y finalmente en emperador de China
Los líderes militares y los ejércitos formados a fines del siglo XIX continuaron dominando la política hasta bien entrado el siglo XX. Durante lo que se llamó la era de los señores de la guerra (1916-1928), los ejércitos Qing tardíos se convirtieron en rivales y lucharon entre ellos y con nuevos militaristas.

## Trabajos citados
- Crossley, Pamela Kyle (1990), Orphan Warriors: Three Manchu Generations and the End of the Qing World, Princeton, NJ: Princeton University Press, ISBN 0691055831..
- —— (1997), The Manchus, Oxford: Blackwell, ISBN 1557865604. (hardback), ISBN 0631235914 (paperback).
- —— (1999), A Translucent Mirror: History and Identity in Qing Imperial Ideology, Berkeley and Los Angeles: University of California Press, ISBN 0520215664..
- Dreyer, Edward L. (2002), «Continuity and Change»,  en David A. Graff; Robin Higham, eds., A Military History of China, Boulder, Colorado, and Oxford, England: Westview Press, pp. 19-38, ISBN 0813337364. (hardcover), ISBN 0813339901 (paperback).
- Elliott, Mark C. (2001), The Manchu Way: The Eight Banners and Ethnic Identity in Late Imperial China, Stanford: Stanford University Press, ISBN 0804746842..
- Elman, Benjamin A. (2005), On Their Own Terms: Science in China, 1550–1900, Cambridge, MA: Harvard University Press, ISBN 0674016858..
- Horowitz, Richard S. (2002), «Beyond the Marble Boat: The Transformation of the Chinese Military, 1850–1911»,  en David A. Graff; Robin Higham, eds., A Military History of China, Boulder, Colorado, and Oxford, England: Westview Press, pp. 153-74, ISBN 0813337364. (hardcover), ISBN 0813339901 (paperback).
- Liu, Kwang-ching; Smith, Richard J. (1980), «The Military Challenge: The North-west and the Coast»,  en John King Fairbank; Kwang-Ching Liu; Denis Crispin Twitchett, eds., Cambridge History of China, Volume 11, Late Ch'ing, 1800–1911, Part 2, Cambridge, England: Cambridge University Press, ISBN 0521220297..
- Lococo Jr., Paul (2002), «The Qing Empire»,  en David A. Graff; Robin Higham, eds., A Military History of China, Boulder, Colorado, and Oxford, England: Westview Press, pp. 115-33, ISBN 0813337364. (hardcover), ISBN 0813339901 (paperback).
- Roth Li, Gertraude (2002), «State Building Before 1644»,  en Peterson, Willard J., ed., Cambridge History of China, Vol. 9, Part 1:The Ch'ing Dynasty to 1800, Cambridge: Cambridge University Press, pp. 9-72, ISBN 0521243343..
- Wakeman, Frederic (1985), The Great Enterprise: The Manchu Reconstruction of Imperial Order in Seventeenth-Century China, Berkeley, Los Angeles, and London: University of California Press, ISBN 0520048040.. In two volumes.
- Waley-Cohen, Joanna (2006), The Culture of War in China: Empire and the Military under the Qing Dynasty, London: I.B. Tauris, International Library of War Studies, ISBN 1845111591..
- Wright, Mary C. (1957), The Last Stand of Chinese Conservatism: The T'ung-Chih Restoration, 1862–1874, Stanford, CA: Stanford University Press..

## Otras lecturas
- Elleman, Bruce A. (2001), Modern Chinese Warfare, 1795–1989, London and New York: Routledge, Warfare and History, ISBN 0415214734..
- Graff, David A.  and Robin D. S. Higham. A Military History of China. (Boulder, Colo. Oxford: Westview,  2002). ISBN 0813339901.
- Meyer-Fong, Tobie S (2013), What Remains: Coming to Terms with Civil War in 19th Century China, Stanford, CA: Stanford University Press, ISBN 9780804754255..
- Perdue, Peter C. (2005), China Marches West: The Qing Conquest of Central Eurasia, Cambridge, Mass.: Belknap Press of Harvard University Press, ISBN 067401684X..
- Platt, Stephen R. (2012), Autumn in the Heavenly Kingdom: China, the West, and the Epic Story of the Taiping Civil War, New York: Knopf, ISBN 9780307271730..
- Yu, Maochun (2002), «The Taiping Rebellion: A Military Assessment of Revolution and Counterrevolution»,  en David A. Graff; Robin Higham, eds., A Military History of China, Boulder, Colorado, and Oxford, England: Westview Press, pp. 135-52, ISBN 0813337364. (hardcover), ISBN 0813339901 (paperback).

- Datos: Q4505775
- Multimedia: Military of Qing China / Q4505775